# Vurdfuèlh
Vurdfuèlh (en francès Verfeil) és un municipi francès situat al departament de Tarn i Garona i a la regió d'Occitània.

## Demografia
| 1962                                       | 1968 | 1975 | 1982 | 1990 | 1999 | 2007 |
| ------------------------------------------ | ---- | ---- | ---- | ---- | ---- | ---- |
| 514                                        | 519  | 451  | 425  | 360  | 320  | 325  |
| Des de 1962: població sense dobles comptes |      |      |      |      |      |      |

## Administració
| Període   | Identitat                 | Partit |
| --------- | ------------------------- | ------ |
| 2001-2008 | Marie-Fernande Jacquesson |        |
| 2008-     | Daniel Durand             |        |